# Heterorhabdus spinosus
Heterorhabdus spinosus is een eenoogkreeftjessoort uit de familie van de Heterorhabdidae. De wetenschappelijke naam van de soort is voor het eerst geldig gepubliceerd in 1971 door Bradford.